# Mons (Puy-de-Dôme)
Mons település Franciaországban, Puy-de-Dôme megyében. Lakosainak száma 559 fő (2022. január 1.). Mons Mariol, Beaumont-lès-Randan, Limons, Luzillat, Ris és Saint-Priest-Bramefant községekkel határos.

## Népesség
A település népességének változása:
| Lakosok száma | 489  | 522  | 549  | 538  | 540  | 541  | 553  | 557  | 559  |
|               | 2013 | 2015 | 2016 | 2017 | 2018 | 2019 | 2020 | 2021 | 2022 |